# Ladies European Tour 2011
De Ladies European Tour 2011 was het 33ste seizoen van de Ladies European Tour, sinds 1979. Het seizoen begon met het ISPS Handa Women's Australian Open, in februari, en eindigde met de Omega Dubai Ladies Masters, in december. Er stonden 26 toernooien op de agenda, inclusief de tweejaarlijkse Solheim Cup.

## Kalender
| Data  | Data  | Toernooi                           | Stad              | Winnaar             | Score | Score | Info                           |
| ----- | ----- | ---------------------------------- | ----------------- | ------------------- | ----- | ----- | ------------------------------ |
| 03-02 | 06-02 | ISPS Handa Women's Australian Open | Melbourne         | Yani Tseng          | 276   | –16   |                                |
| 10-02 | 13-02 | ANZ Ladies Masters                 | Gold Coast        | Yani Tseng          | 264   | –24   |                                |
| 17-02 | 20-02 | Pegasus New Zealand Women's Open   | Christchurch      | Kristie Smith       | 276   | –12   |                                |
| 31-03 | 02-04 | Lalla Meryem Cup                   | Agadir            | Zuzana Kamasova     | 286   | –2    |                                |
| 14-04 | 17-04 | European Nations Cup               | Alicante          | Zweden              | 267   | –21   |                                |
| 05-05 | 08-05 | Turkish Airlines Ladies Open       | Antalya           | Christel Boeljon    | 287   | –5    |                                |
| 13-05 | 15-05 | ISPS Handa Portugal Ladies Open    | Turcifal          | Ashleigh Simon      | 200   | –16   |                                |
| 19-05 | 22-05 | UniCredit Ladies German Open       | München           | Diana Luna          | 264   | –24   |                                |
| 26-05 | 29-05 | Ladies Slovak Open                 | Tále              | Caroline Hedwall    | 205   | –11   | 54-holes (weersomstandigheden) |
| 03-06 | 05-06 | Deloitte Ladies Open               | Rotterdam         | Melissa Reid        | 213   | –3    |                                |
| 10-06 | 12-06 | Tenerife Ladies Match Play         | Tenerife          | Becky Brewerton     | 68    | –4    |                                |
| 16-06 | 19-06 | Deutsche Bank Ladies Swiss Open    | Ticino            | Diana Luna          | 203   | –13   |                                |
| 30-06 | 02-07 | Finnair Masters                    | Helsinki          | Caroline Hedwall    | 202   | –11   |                                |
| 21-07 | 24-07 | Evian Masters                      | Évian-les-Bains   | Ai Miyazato         | 273   | –15   |                                |
| 28-07 | 31-07 | Ricoh Women's British Open         | Carnoustie        | Yani Tseng          | 272   | –16   |                                |
| 05-08 | 07-08 | Ladies Irish Open                  | Kill              | Suzann Pettersen    | 198   | –18   |                                |
| 18-08 | 20-08 | Aberdeen Ladies Scottish Open      | East Lothian      | Catriona Matthew    | 201   | –15   |                                |
| 02-09 | 04-09 | UNIQA Ladies Golf Open             | Wiener Neustadt   | Caroline Hedwall    | 204   | –12   |                                |
| 09-09 | 11-09 | Raiffeisenbank Prague Golf Masters | Praag             | Jade Schaeffer      | 203   | –13   | Nieuw toernooi                 |
| 15-09 | 18-09 | Open de España Femenino            | Benahavis         | Melissa Reid        | 280   | –8    |                                |
| 23-09 | 25-09 | Solheim Cup                        | Kill              | Europa              | 15-13 | 15-13 | Verliezer: Verenigde Staten    |
| 29-09 | 02-10 | Lacoste Ladies Open de France      | Baillet-en-France | Felicity Johnson po | 274   | –14   |                                |
| 07-10 | 09-10 | Sicilian Ladies Italian Open       | Catania           | Christina Kim       | 209   | –7    |                                |
| 21-10 | 23-10 | Sanya Ladies Open                  | Sanya             | Frances Bondad      | 205   | –11   |                                |
| 28-10 | 30-10 | Suzhou Taihu Ladies Open           | Suzhou            | Yani Tseng          | 200   | –16   |                                |
| 09-11 | 11-11 | Hero Women's Indian Open           | New Delhi         | Caroline Hedwall    | 204   | –12   |                                |
| 14-12 | 17-12 | Omega Dubai Ladies Masters         | Dubai             | Alexis Thompson     | 273   | –15   |                                |

| Majors |  | po = winnares na play-off |